# Schultessteine

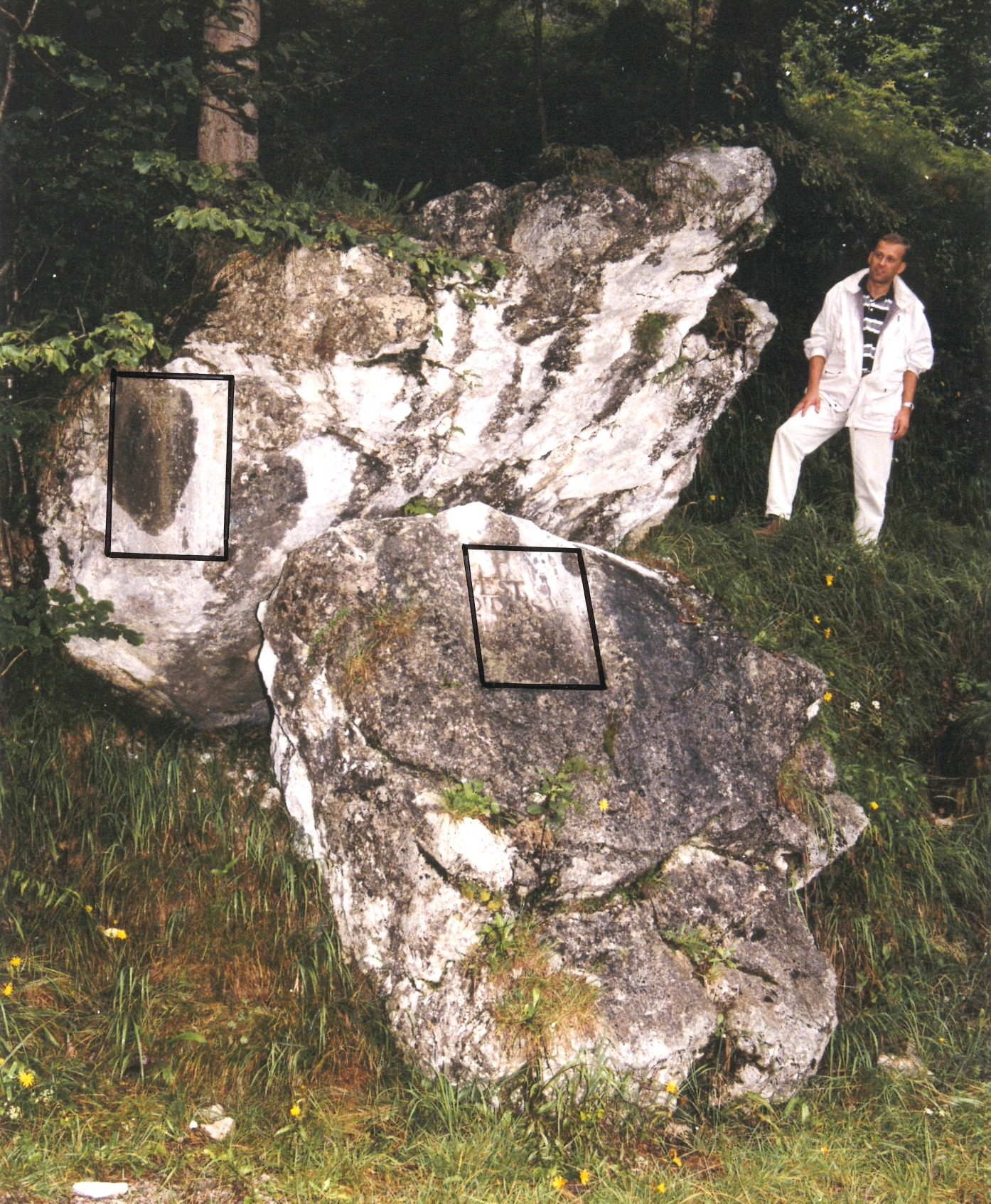
Die beiden Schultessteine am Königssee

In der Nähe der Waldkapelle St. Johann und Paul am Bett des Eisgrabens am Königssee liegen zwei große Findlinge. Sie wurden von dem Botaniker Joseph August Schultes mit zwei Gedenktafeln versehen, weshalb sie heute „Schultessteine“ genannt werden. Die Schultessteine sind ein beliebter Rastplatz bei Wanderungen rund um den Königssee.

## Hintergrund
Josef August Schultes, der die gefühlsbetonten Ideen der Romantik ablehnte, konnte sich nicht ganz ihrem Einfluss entziehen. An die meisten seiner hervorragenden Leistungen kann sich heute niemand mehr erinnern. Aber eine besonders romantische Tat hat seinen Namen im Berchtesgadener Land bis in unsere Tage lebendig erhalten: die so genannten „Schultessteine“ auf der nur mit einem Schiff zugänglichen Halbinsel St. Bartholomä am Königssee. 
Die am Weg von St. Bartholomä zur Eiskapelle am Fuß des Watzmannes liegenden beiden großen Steine mit lateinischen Inschriften galten jahrzehntelang als sagenumwobenes Geheimnis des Königssees. Schultes hatte im Sommer 1826 zwei Gedenktafeln zur Erinnerung an seine früh verstorbene Tochter Laura und deren Freundin Liane an zwei große Felsblöcke nahe der Kapelle St. Johann und Paul am Bett des Eisbaches anbringen lassen. Bei Liane handelt es sich um Maximiliane, eine Tochter des bekannten Münchner Arztes Franz Xaver Häberl.

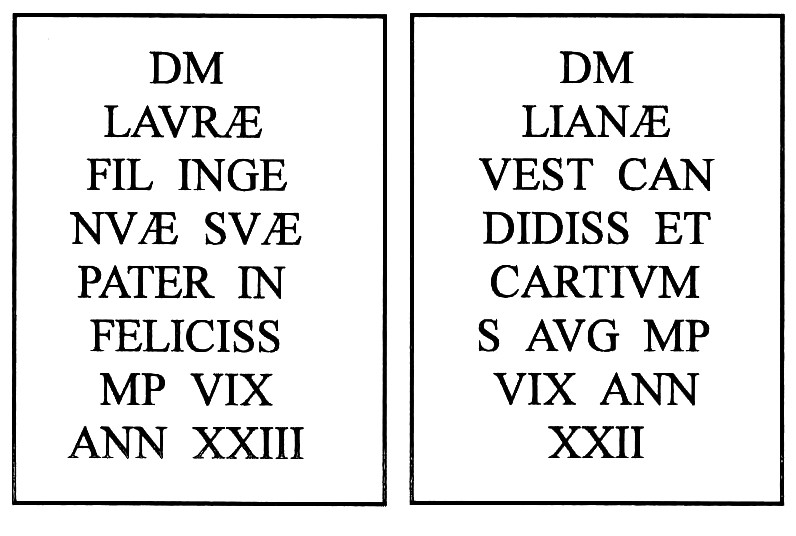
Lateinische Inschrift der beiden Tafeln

Auf den beiden Steinen sind zwei lateinische Inschriften eingemeißelt. Sie bedeuten (linke Tafel) „Der Seele seiner frei geborenen Tochter Laura setzt der tiefunglückliche Vater diesen Gedenkstein. Sie stand im 23. Lebensjahr“ und (rechte Tafel) „Der Seele der keuschen Liane, der reinsten und die aufrichtig der geheiligten Kunst ergeben war, setzt er diesen Gedenkstein. Sie war 22 Jahre alt“. 
Die genauen Todesumstände der beiden Mädchen sind nicht bekannt; man vermutet, dass sie im Königssee ertrunken sind.